# Quinto Servilio Fidenas (tribuno consular 382 a. C.)
Quinto Servilio Prisco Fidenate (en latín Quintus (Priscus) Servilius Fidenas) Hijo del tribuno consular Quinto Servilio Fidenas, fue tribuno militar con poderes consulares en tres ocasiones, a saber, en los años 382 a. C., 378 a. C., y 369 a. C.